# Палаццо Видони-Каффарелли
Палаццо Видони-Каффарелли (итал. Palazzo Vidoni Caffarelli) — одно из самых красивых зданий в Риме, в центре города, на Корсо Витторио Эмануэле II. Построено в стиле Высокого Возрождения по проекту Рафаэля Санти в 1515—1516 годах.

## История здания
Здание многократно перестраивалось, и его внешний облик несёт следы многих изменений. Тем не менее Палаццо Видони-Каффарелли представляет собой важный памятник истории и архитектуры эпохи Браманте и Рафаэля.
Дворец построен для Бернардино Каффарелли путём включения в него ранее существовавших зданий, принадлежавших семейной собственности в районе Сант-Эустакио (Sant’Eustachio). Позднее палаццо перешло в собственность кардинала Стоппони, а в XVIII веке — кардинала Видони, который значительно расширил дворец. Затем здание приобрела семья Джустиниани Бандини. Последняя перестройка относится к 1886 году, когда была проложена улица Корсо Витторио Эмануэле II и был заново оформлен открывающийся к ней главный фасад. В начале XX века в Палаццо Видони-Каффарелли размещалось посольство Германии, получившее название Палаццо дель Литторио (Palazzo del Littorio). В наше время в здании находится Департамент государственной службы Итальянской республики.

### «Пакт Палаццо Видони»
2 октября 1925 года в Палаццо Видони было подписано историческое соглашение между Конфиндустрией и Конфедерацией фашистских корпораций (Confederazione delle corporazioni fasciste), фактически ликвидировавшее свободный профсоюз, что стало одним из симптомов установления фашистской диктатуры Бенито Муссолини в Италии.

## Архитектура
Долгое время здание приписывалось исключительно Рафаэлю, но известно, что его возводил верный ученик, Лоренцо Лотти, более известный как «Лоренцетто», он же, вероятно, принимал участие в доработке проекта.
Оригинальный фасад позднее перестроенного здания сегодня соответствует части фасада, выходящего на Виа дель Сударио. Высота верхнего этажа и обширные пристройки здания относятся к более поздним этапам строительства. Общее архитектурное решение Палаццо относится не только к оригинальному проекту Рафаэля, но также к Браманте и, в частности, к исчезнувшему Палаццо Каприни, римскому дому архитектора Браманте, им же спроектированному (1509), который также называют домом Рафаэля, поскольку выдающийся художник в нём жил в последние годы и в нём же скончался в 1520 году.
Дом Браманте-Рафаэля не сохранился; располагавшийся напротив собора Святого Петра, он был снесён при возведении в XVII веке колоннады площади по проекту Дж. Л. Бернини.
Композиция Палаццо Видони-Каффарелли, как и в Палаццо Каприни, строится на контрасте массивного первого этажа с эффектной рустовкой и облегчённых второго и третьего ярусов с пилястрами тосканского ордера (ранее на втором ярусе имелись полуколонны). Здание увенчано массивным карнизом. Ордерные членения по горизонтали и вертикали в целом уравновешены. Такая композиция в дальнейшем получила широкое распространение не только в Италии, но и во всей европейской архитектуре классицизма.

## Интерьеры дворца
В Палаццо Видони-Каффарелли имеется зал императора Карла V Габсбурга, украшенный фресками XVI века, изображающими события из жизни императора. Автор неизвестен, но его работу относят к школе маньеризма Перино дель Вага, ученика Рафаэля. Во дворце также имеются фрески итальянских художников XVIII века, приписываемые Никола Лапиккола, Бернардино Нокки, Томмазо Конка и Людовико Маццанти. В интерьере есть несколько античных статуй, в том числе статуя императора Луция Вера и фонтан, сделанный из древнеримского саркофага.